# Women's Equal Franchise Association

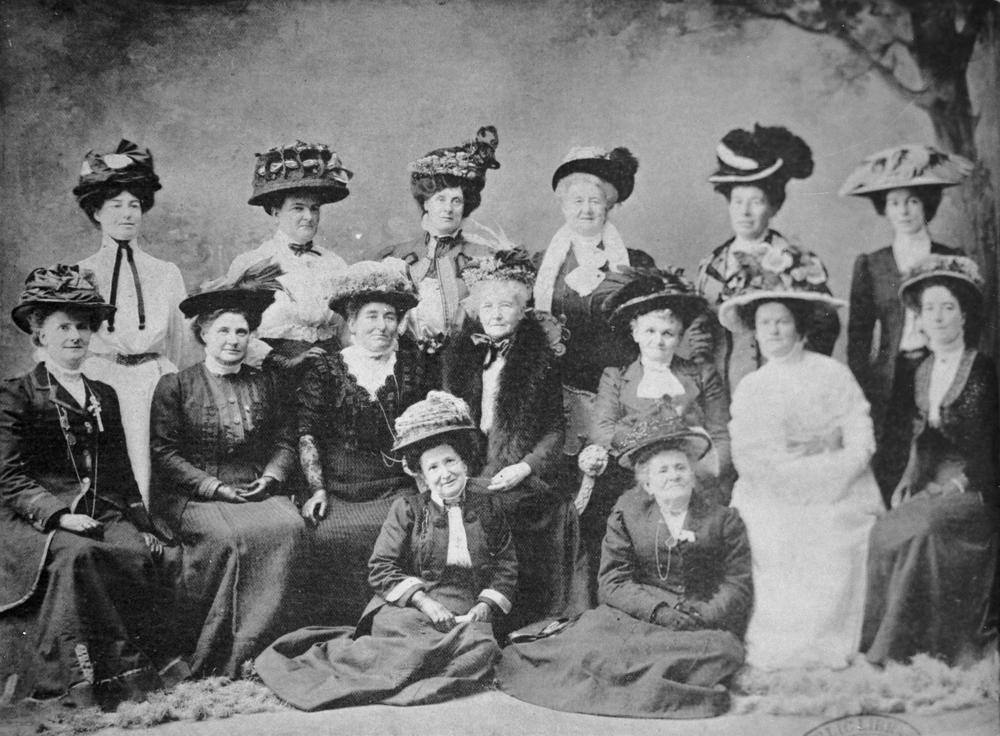
StateLibQld 1 126927 Delegates to the Australian Women's Conference in Brisbane, 1909, (suffragette movement in Queensland)

Women's Equal Franchise Association, är en organisation för kvinnors rättigheter i Australien, grundad 1894. 
Den ledde rörelsen för kvinnlig rösträtt i delstaten Queensland. Delstaten införde kvinnlig rösträtt 1905. 